# Shirasuka-juku

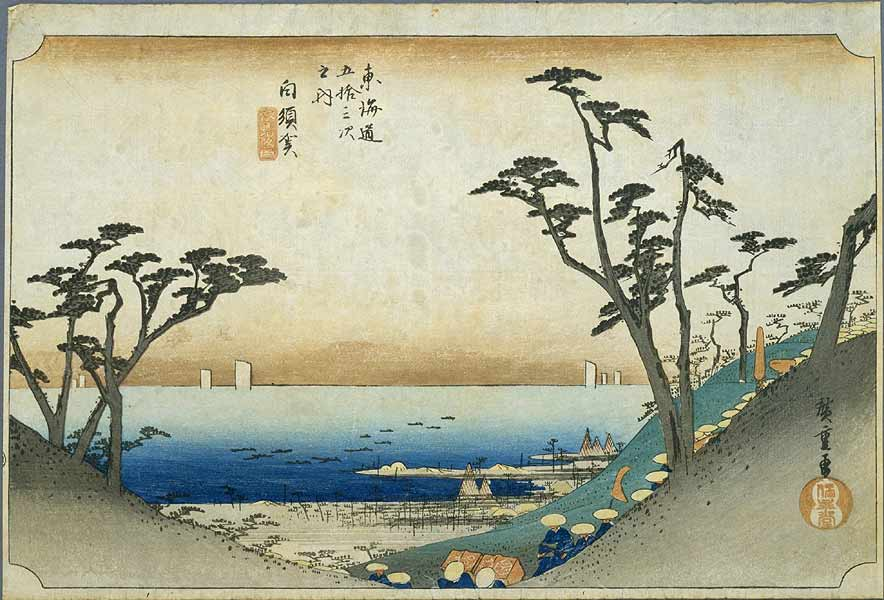
Stacja w latach 30. XIX wieku, Hiroshige Andō

Shirasuka-juku (jap. 白須賀宿 Shirasuka-juku) – trzydziesta druga z 53 stacji szlaku Tōkaidō, położona obecnie w mieście Kosai, w prefekturze Shizuoka w Japonii.